# Treni (album)
Treni è un album di Luca Bonaffini pubblicato nel 2002 dall'etichetta discografica D'Autore.

## Descrizione
Il disco nasce dall'incontro con Gabriele Barlera, arrangiatore e co-produttore dell'album. Nell'album compare anche Flavio Oreglio, sia nel ruolo di autore che di co-interprete, nel brano Una vita magari così.

## Tracce
1. Generazioni – 4:40
2. Treni – 3:52
3. Santa Claus – 3:45
4. Non di sabato – 3:25
5. Spirito – 4:18
6. Tempo di fare goal! – 4:03
7. L'oasi dei nannufari – 3:44
8. Fate morgane – 3:28
9. Una vita magari così – 2:27
10. Treni (ripresa musicale) – 3:35

## Musicisti
- Luca Bonaffini - voce
- Flavio Oreglio - voce